# Naucene, Sliven
Naucene (în bulgară Научене) este un sat în comuna Nova Zagora, regiunea Sliven,  Bulgaria. 

## Demografie
Componența etnică a satului Naucene
     Bulgari (97,98%)
     Nicio identificare (2,01%)
     Altele (0%)
La recensământul din 2011, populația satului Naucene era de 149 locuitori. Din punct de vedere etnic, majoritatea locuitorilor (97,98%) erau bulgari. Pentru 2,01% din locuitori nu este cunoscută apartenența etnică.